# テレビ朝日系列日曜昼前の情報番組枠
テレビ朝日系列日曜昼前の情報番組枠（テレビあさひけいれつにちようひるまえのじょうほうばんぐみわく）とはテレビ朝日系列にて日曜日の午前10時台や11時台に放送されていた情報番組のことである。

## 各番組の歴史
この枠になる前のテレビ朝日系列の日曜の10時枠と11時枠は、長年バラエティ番組の枠だったが、裏番組が猛追し、徐々に視聴率は低迷することとなってしまい、11時枠はローカルセールス枠のため一部地域では系列内外の遅れネット番組や自社制作のローカル番組を編成していた。
そこで、1987年10月から『ニュースステーション』の日曜版『チェック・ザ・ステーション』を、11時枠でスタートさせたものの、視聴率低迷のため6ヶ月で終了した。1988年4月より『みどり四季通信』をスタートさせ、8ヶ月で終了し、1989年1月からは、平日朝の情報枠の番組『やじうまワイド』の日曜版『やじうま新聞日曜版』をスタート。ここまではローカルセールス枠だった。
1989年4月から10時枠にも拡大して、討論番組を兼ねた朝日放送（現：朝日放送テレビ）との共同制作番組『サンデープロジェクト』をスタートさせ、これ以後は全国ネット番組となり、ローカル番組や遅れネット番組を放送していた放送局は枠移動または終了となった。2010年4月からは、テレビ朝日の単独制作に戻り『サンデー・フロントライン』をスタートしたが、2011年9月に1年半で終了。同年10月から、平日夜の報道枠の番組『報道ステーション』の日曜版『報道ステーション SUNDAY』をスタートした。
2015年4月5日に収録形式の『美女たちの日曜日』を開始することから、『報ステSUNDAY』は日曜夕方に縮小移動するため、同年3月をもって本枠は一旦廃枠となった。だが同年5月3日には最低視聴率1.2%（ビデオリサーチ調べ、関東地区・世帯）を記録した影響で、同年6月28日をもって打ち切られた。同年7月5日に旅バラエティ番組『さんぽサンデー』を開始し、12月27日をもって終了。2016年1月より『極上!旅のススメ』を開始。しかし本番組は同年6月26日をもって生放送を終了したため、本枠は事実上の廃枠となった。

## 主な番組
第1期
- チェック・ザ・ステーション（1987年10月4日 - 1988年4月3日）
- みどり四季通信（1988年4月10日 - 12月25日）
- やじうま新聞日曜版（1989年1月15日 - 3月19日）
- サンデープロジェクト（1989年4月2日 - 2010年3月28日）※この番組のみ、テレビ朝日・朝日放送（現：朝日放送テレビ）共同制作
- サンデー・フロントライン（2010年4月4日 - 2011年9月25日）
- 報道ステーション SUNDAY（2011年10月2日 - 2015年3月29日）

第2期
- 極上!旅のススメ（2016年1月10日 - 9月25日）